# Nieposkromiona miłość
Nieposkromiona miłość (hiszp. Amor Bravío) – meksykańska telenowela Televisy z 2012 roku, której producentem jest Carlos Moreno Laguillo. Jest to remake telenoweli tej samej stacji o tytule Złota klatka z 1997 roku w której główne role zagrali Edith González i Saúl Lisazo. W rolach głównych występują: Silvia Navarro i Cristián de la Fuente, zaś w rolę antagonistów wcielają się Leticia Calderón, César Évora i Laura Carmine. Produkcja była emitowana w Meksyku na kanale El Canal de las Estrellas o godzinie 19:15. W Polsce telenowela emitowana od 2 września 2013 roku przez kanał TV4 od poniedziałku do piątku o godzinie 17:30, a od 7 stycznia 2014 roku (odc. 79) przez kanał TV6.

## Fabuła
Camila i Daniel poznają się w niesprzyjających okolicznościach, ale prawdziwa miłość, która ich połączy, nie oprze się żadnej z przeszkód.
Luis, narzeczony Camili, ginie w wypadku kilka dni przed ślubem, co pogrąża niedoszłą pannę młodą w głębokiej depresji. W tym samym czasie, w Chile, Daniel żeni się z Miriam. Camila, z wykształcenia lekarz weterynarii, zaszywa się na ranczu byków wuja don Daniela, „La Malquerida”. Niedługo potem, Daniel oczekuje swojego pierwszego dziecka, a Camila zaręcza się z Alonsem, zarządcą rancza.
Don Daniel dowiaduje się o tym, że ma nieprawego syna, a także odkrywa prawdziwą twarz Alonsa, którego uważał za całkowicie prawego człowieka. Postanawia uczynić swojego „syna”, Daniela, jedynym spadkobiercą majątku, aby ustrzec Camilę przed Alonsem. Mężczyzna umiera nie wyjawiwszy swojej siostrzenicy prawdziwego powodu tej decyzji.
Daniel dowiaduje się, że otrzymał spadek od bogatego Meksykanina, który uczynił go właścicielem praktycznie wszystkich swoich dóbr. Podejmuje decyzję o wyjeździe do Meksyku z zamiarem odebrania zapisanej fortuny. Wpada jednak w zasadzkę i trafia do więzienia. Zamknięty za kratkami domyśla się, że wpadł w pułapkę zastawioną przez rodzinę Monterde, która usiłuje przywłaszczyć sobie majątek don Daniela.
Daniel ucieka z więzienia i zjawia się na ranczu incognito z zamiarem odkrycia prawdy. Błędnie myśli, że Camila brała udział w zasadzce, ale to nie powstrzymuje go przed zakochaniem się w niej. Camila jest rozczarowana swoim mężem i nieudanym małżeństwem. Alonso okazał się człowiekiem agresywnym, porywczym, a do tego bezpłodnym.
Daniel zmienia tożsamość i podając się za Andresa znajduje zatrudnienie na hacjendzie „La Malquerida”, która tak naprawdę jest jego własnością. Tak odkrywa, że to Alonso, jego matka Isadora i Dionisio byli prawdziwymi winowajcami jego nieszczęścia i próbowali się go pozbyć, aby przejąć w posiadanie jego ziemie.
Daniel i Camila zakochują się w sobie na przekór okolicznościom, ale przeszłość nie daje o sobie zapomnieć i stawia na ich drodze liczne przeszkody, takie jak nienawiść, zazdrość i niepojęta ambicja, które mogą pokonać tylko swoją miłością.

## Obsada
- Silvia Navarro jako Camila Monterde Santos, córka Augustiny, bratanica Daniela, siostra Ximeny, przyjaciółka Viviany, żona Alonsa, była narzeczona Luisa, żona Daniela/Andresa
- Cristián de la Fuente jako Daniel Diaz Acosta/Andres Duarte, syn Francisca i Agathy, przyjaciel Rafaela, przyrodni brat Ximeny, mąż Miriam, kocha Camilę
- Leticia Calderón jako Isadora Vda. Lazcano, matka Alonsa, knuje z Dionisiem, żona Cayetana
- César Évora jako Dionisio Ferrer/Héctor Gutiérrez, komplikuje z Isadorą i Alonsem, przyjaciel Juliana, mąż Augustiny, ojciec Natalii, mąż Amandy.
- Rene Strickler jako Mariano Albarran, brat Jago i Pabla, syn Cayetana i Rocio, ojciec Any, zakochany w Camili
- Flavio Medina jako Alonso Lazcano, syn Isadory, mąż Camili, prawnik, pracodawca Natalii, kocha Ximenę
- Laura Carmine jako Ximena Diaz Santos, córka Augustiny i Francisca, przyrodnia siostra Camili (wspólna matka) i przyrodnia siostra Daniela (wspólny ojciec), przyjaciółka Bruna, knuje z Isadorą, kocha Alonsa
- Olivia Bucio jako Augustina Santos, matka Camili i Ximeny, żona Dionisia
- Fernanda Castillo jako Viviana del Valle, przyjaciółka Camili, Daniela/Andresa i Rafaela, była żona Bruna ,kocha Rafaela
- Alex Sirvent jako Rafael Quintana, przyjaciel Daniela/Andresa i Viviany, brat Aarona, pisarz, kocha Vivianę
- Eddy Vilard jako Pablo Albarran, brat Mariana i Jago, syn Cayetana i Rocio, mąż Luzmy
- Mariana van Rankin jako Luz Maria „Luzma” Martinez de Albarran, córka Piedad i Fidencia, siostrzenica Leoncia, bratanica Juliana, żona Pabla
- Florencia de Saracho jako Natalia Gutiérrez Jimenez, córka Amandy i Hectora/Dionisia, sekretarka Alonsa, kocha Jago i spodziewa się jego dziecka
- Jose Elias Moreno jako Leoncio Martinez, brat Piedad, wuj Luzmy
- Yolanda Ventura jako Piedad Martinez, matka Luzmy,kochała Fidencia, siostra Leoncia,kocha Hipolita kucharka
- Hector Saez jako Osvaldo Becerra, prawnik, zakochany w Amandzie
- Ricardo Franco jako Rodolfo, pracownik na ranczu Camili, zakochany w Natalii
- María Sorté jako Amanda Jimenez Gutiérrez, matka Natalii, żona Hectora/Dionisia, kocha Osvalda
- Jose Carlos Ruiz jako Padre Baldomero Lozano, ksiądz, wiedział o synu Agathy
- Alejandro Ruiz jako Padre Anselmo Medrano, ksiądz, brat Teresy
- Rogelio Guerra jako Don Daniel Monterde, właściciel rancza, wuj Camili ,ojciec Pabla
- Lisette jako Miriam Farca de Diaz Acosta, żona Daniela, siostra Abrahama, matka Agathy
- Liliana Ross jako Agatha Acosta Vda. Diaz, matka Daniela
- Valentino Lanus jako Luis de Olmo, narzeczony Camili, ginie w wypadku
- Toño Infante jako Julian/Fidencio Hernandez, przyjaciel Dionisia/ Hectora, brat Fidencia
- Lorena del Castillo jako Iliana Sodi, przyjaciółka Albarranów, córka Alberto i Felicii
- Juan Diego Covarrubias jako Yago Albarran, brat Mariana i Pabla, syn Rocio i Cayetana, Natalia spodziewa się jego dziecka
- Benjamín Rivero jako Bruno Moran, przyjaciel Ximeny, były mąż Viviany
- Alan Estrada jako Aaron Quintana/Daniel Diaz Acosta, brat Rafaela, przyjaciel Daniela/Andresa
- Norma Herrera jako Rocío de Albarrán, żona Cayetana, matka Mariana, Pabla i Jago
- Luis Couturier jako Cayetano Albarran, mąż Rocio, ojciec Mariana, Pabla i Jago, mąż Isadory
- Magda Guzman jako Refugio, kucharka Albarranów
- Raymundo Capetillo jako Francisco Javier Díaz Velasco,ojciec Ximeny i Daniela
- Carlos Embry jako Abraham Farca, brat Miriam, komendant
- Diego Soldano jako Dante Barrienta, najlepszy przyjaciel Daniela
- Sandra Kai jako Teresa Medrano, przyjaciółka Camili i Daniela, siostra Anselmo,
- Macarena Garcia jako Ana Albarran, córka Mariano
- Luis Gatica jako Hipolito, kocha Piedad
- Abril Onyl jako Irene, przyjaciółka Luzmy
- Rubén Zerecero jako Tolentino
- Khiabet Peniche jako Dorotea

## Muzyka
- Tan solo pido (Samo Parra) – Camila i Luis/ Camila i Daniel
- Jamás abandoné (Laura Pausini) – Miriam i Daniel
- Te digo adiós (Laura Pausini) – Miriam i Daniel
- Que no daria (David Cavazos) – Rafael i Viviana
- Algo de ti (David Cavazos) – Rafael i Viviana
- Divina tu (Carlos Macias) – Camila i Daniel
- Quisiera (Grupo Silikon) – Luzma i Pablo
- Volver a creer (Grupo Silikon) – Luzma i Pablo
- Te odio (Sofi Mayen) – Ximena i Alonso
- Amando sin amar (Juan Pablo Manzanero) – Mariano i Camila
- Tu mirar (Carlos Macias)
- Cuando manda el corazon (Vincente Fernandez) – Camila i Daniel
- Olvidarte jamas (Carlos Macias) – Camila i Daniel
- Amarte así (Carlos Macias) – Camila i Daniel
- Tu perfume (Carlos Macias) – Camila i Daniel
- Mil vidas (Carlos Macias) – Camila i Daniel
- Quererte me hace bien (La Arrolladora Banda El Limón) – Natalia i Rodolfo
- Todo no es amor (Merche) – Natalia i Yago
- Si te marchas (Merche) – Natalia i Yago
- Eres el hombre mas hermoso del mundo (Ale Rojas)
- Querido corazon (Juan Solo) – Mariano i Miriam
- Paranormal (La Arrolladora Banda El Limón) – Hipolito i Piedad